# Tournoi d'ouverture du championnat de Bolivie de football 2007
Navigation
Saison précédente Saison suivante
Le tournoi d'ouverture de la saison 2007 du Championnat de Bolivie de football est le premier tournoi semestriel de la trente-troisième édition du championnat de première division en Bolivie. 
Les douze clubs participants sont réunis au sein d'une poule unique où ils affrontent leurs adversaires deux fois, à domicile et à l'extérieur. 
C'est le club de Real Potosi qui remporte la compétition cette saison après avoir terminé en tête du classement final, avec deux points d'avance sur Bolivar La Paz et quatre sur le duo composé de La Paz FC et du tenant du titre, Jorge Wilstermann Cochabamba. C'est le tout premier titre de champion de Bolivie de l'histoire du club.

## Qualifications continentales
Le vainqueur du tournoi Ouverture est qualifié pour la Copa Libertadores 2008, son dauphin est quant à lui assuré de participer au barrage pré-Libertadores face au deuxième de l'Hexagonal du tournoi Clôture. Le troisième du tournoi se qualifie pour le barrage pré-Sudamericana, disputé face au troisième du tournoi Clôture.

## Les clubs participants
| - Jorge Wilstermann Cochabamba - Aurora Cochabamba - Oriente Petrolero - Bolivar La Paz - Club Blooming - Universitario de Sucre | - San José Oruro - Real Potosi - Real Mamoré - Promu de Primera B - The Strongest La Paz - Destroyers Santa Cruz - La Paz FC |

## Compétition
Le barème utilisé pour établir l'ensemble des classements est le suivant :
- Victoire : 3 points
- Match nul : 1 point
- Défaite : 0 point

### Classement
| Rang | Équipe                        | Pts | J  | G  | N | P  | Bp | Bc | Diff |
| ---- | ----------------------------- | --- | -- | -- | - | -- | -- | -- | ---- |
| 1    | Real Potosí                   | 39  | 22 | 12 | 3 | 7  | 46 | 25 | +21  |
| 2    | Bolívar La PazT +3            | 37  | 22 | 10 | 4 | 8  | 32 | 37 | -5   |
| 3    | La Paz FC                     | 35  | 22 | 10 | 5 | 7  | 31 | 23 | +8   |
| 4    | Jorge Wilstermann CochabambaT | 35  | 22 | 10 | 5 | 7  | 29 | 23 | +6   |
| 5    | Oriente Petrolero -3          | 34  | 22 | 10 | 7 | 5  | 33 | 30 | +3   |
| 6    | Club Blooming                 | 31  | 22 | 10 | 1 | 11 | 32 | 35 | -3   |
| 7    | The Strongest La Paz +2       | 31  | 22 | 8  | 5 | 9  | 36 | 40 | -4   |
| 8    | Aurora Cochabamba             | 28  | 22 | 8  | 4 | 10 | 37 | 34 | +3   |
| 9    | San José Oruro -1             | 27  | 22 | 8  | 4 | 10 | 36 | 35 | +1   |
| 10   | Destroyers Santa Cruz         | 26  | 22 | 7  | 5 | 10 | 28 | 35 | -7   |
| 11   | Universitario de Sucre        | 15  | 22 | 7  | 4 | 11 | 32 | 32 | 0    |
| 12   | Real MamoréP                  | 24  | 22 | 7  | 3 | 12 | 32 | 55 | -23  |

|  | Qualification pour la Copa Libertadores 2008        |
|  | Qualification pour le barrage pré-Libertadores      |
|  | Qualification pour le barrage pré-Sudamericana      |
|  | T : Tenant du titre P : Promu de Copa Simon Bolivar |

Deux matchs sont invalidés à la suite d'infractions :
- après leur match nul 2-2, San José Oruro perd le point du match nul pour ne pas avoir respecté les critères d'équipe[1]. Son adversaire, The Strongest La Paz, obtient deux points de bonification.
- bien qu'ayant perdu 3-0, Bolivar La Paz récupère les trois points car Oriente Petrolero a aligné des joueurs suspendus.

## Bilan de la saison
| Championnat de Bolivie de football 2007 |                         |
| Champion                                | Real Potosi (1er titre) |
| Qualifications continentales            |                         |
| Copa Libertadores 2008                  | Real Potosi             |
| Promotions et relégations               |                         |
| Promus en Primera A                     | Aucun                   |
| Relégués en Torneo Simon Bolívar        | Aucun                   |